# Arano (Navarra)
Arano ist eine aus mehreren Dörfern und Weilern bestehende Gemeinde (Municipio) mit 110 Einwohnern (Stand: 2024) im baskischsprachigen Norden von Navarra in Spanien. Neben dem Hauptort Arano besteht die Gemeinde aus den Wüstungen Latse, Suro und Urumea.

## Lage
Arano liegt etwa 19 Kilometer südsüdöstlich von Donostia-San Sebastián und etwa 58 Kilometer nordnordwestlich von Pamplona in einer durchschnittlichen Höhe von 440 m.

## Kultur und Sehenswürdigkeiten

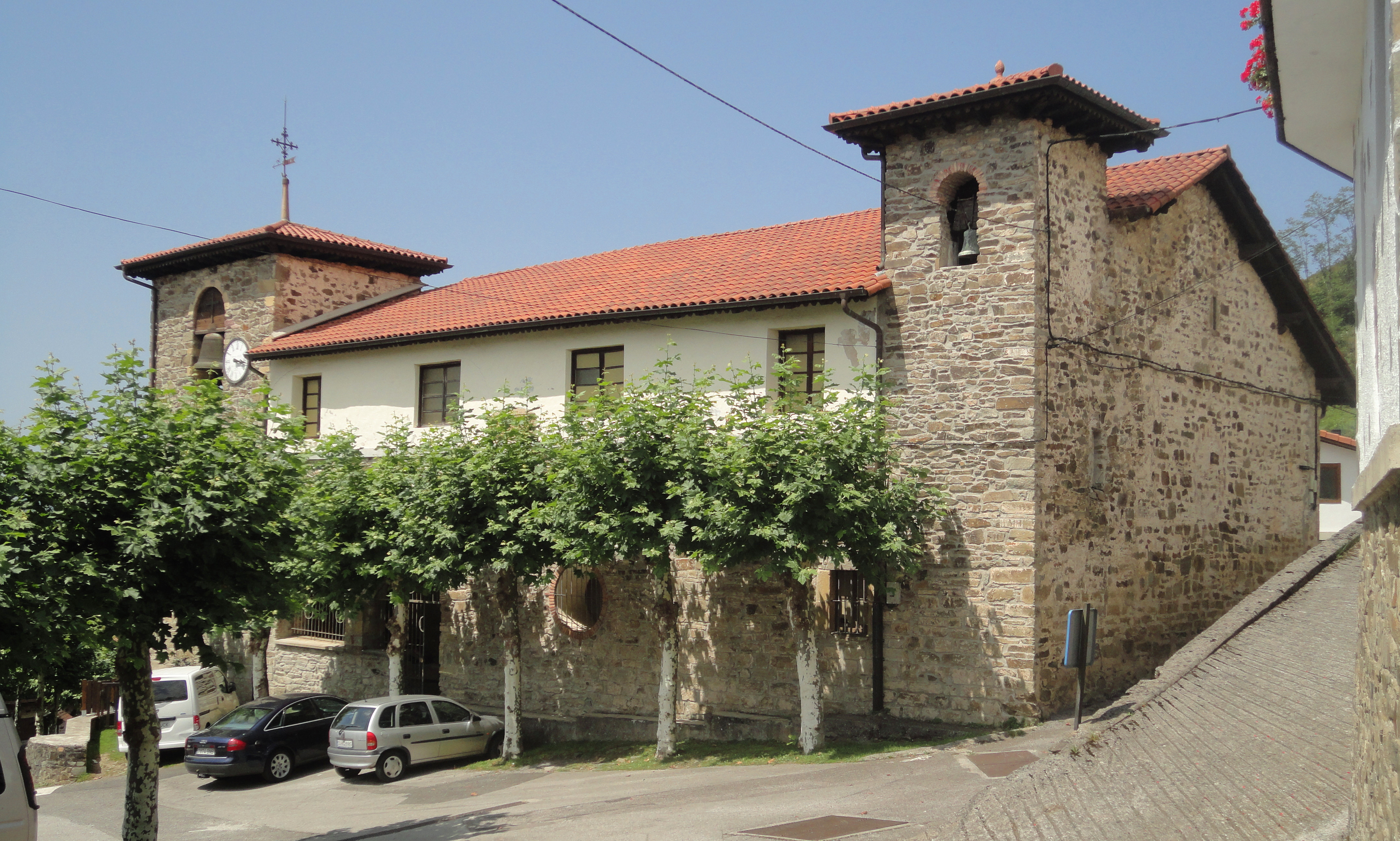
Martinskirche
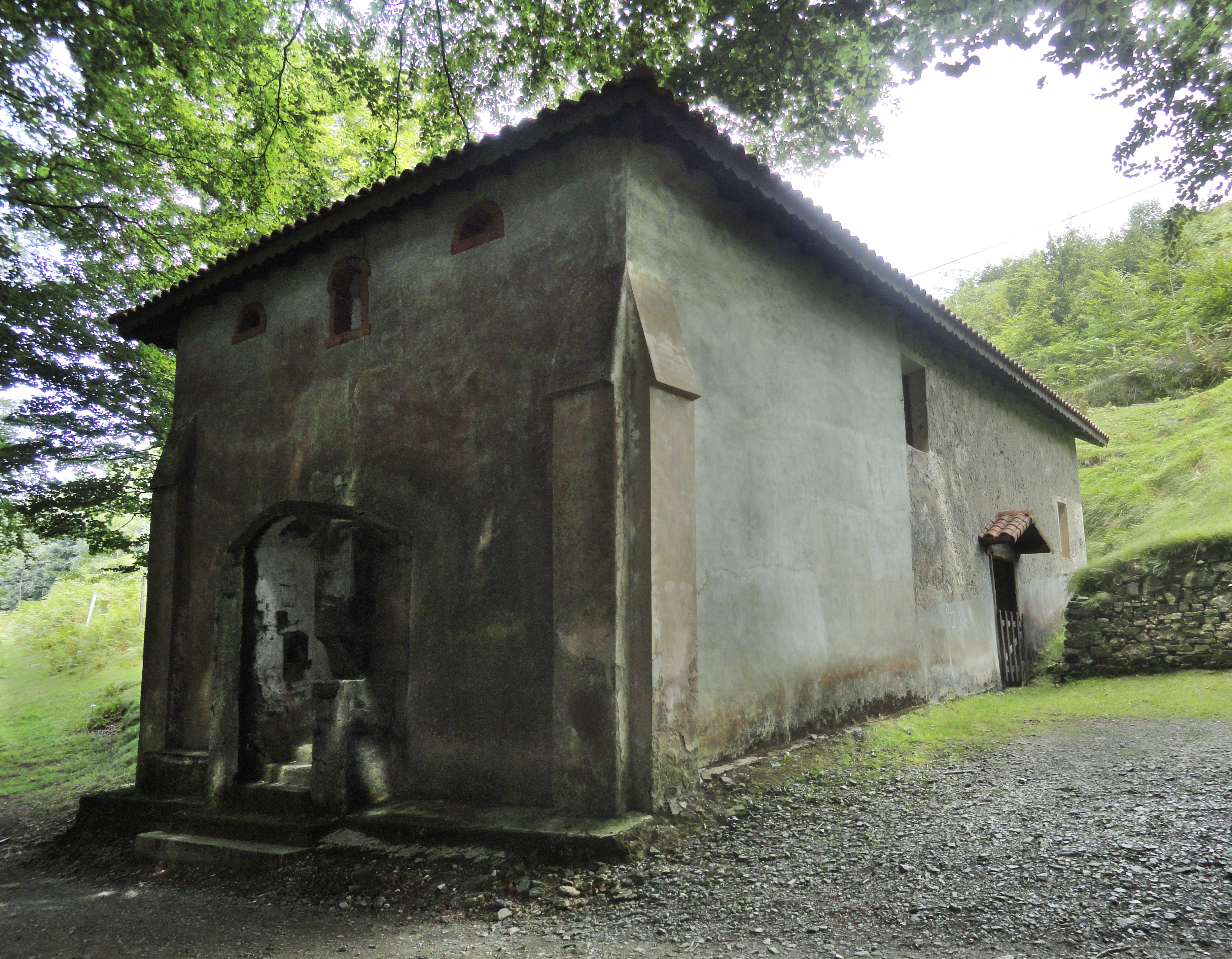
Rochuskapelle
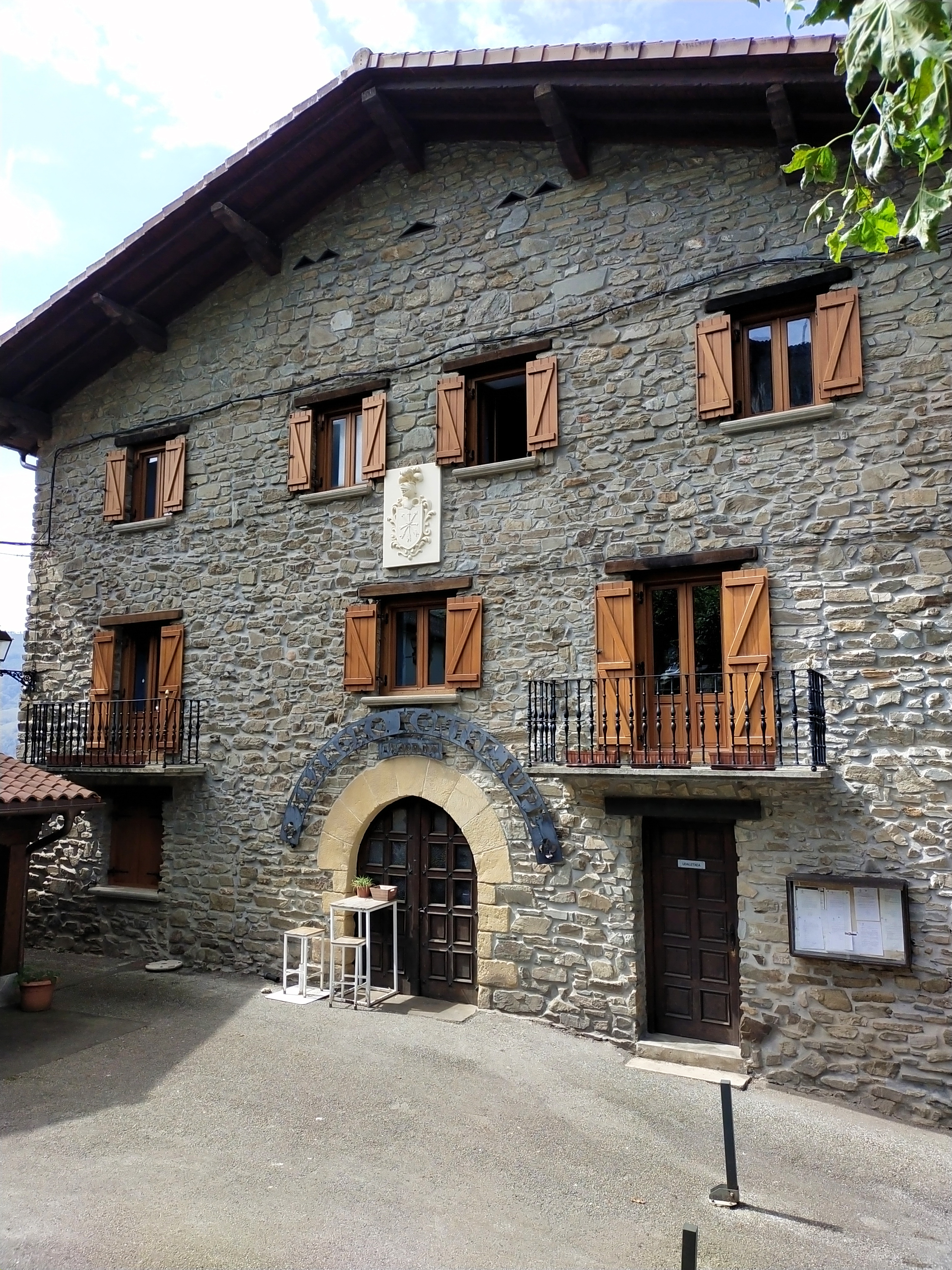
Sebastianuskapelle

- Martinskirche
- Rochuskapelle
- Rathaus